# غبهارد مولر
غبهارد مولر (بالألمانية: Gebhard Müller) (17 نيسان 1900 - 7 آب 1990) كان محاميًا ألمانيًا وسياسيًا من حزب (CDU). كان رئيسًا لـولاية فورتمبيرغ-هوهنزولرن (1948-1952)، ورئيس وزراء لـولاية بادن-فورتمبيرغ (1953–1958) ورئيسًا للمحكمة الدستورية الألمانية (1959-1971).ولد في فورأموز وتوفي في شتوتغارت.

## روابط خارجية
- غبهارد مولر على موقع مونزينجر (الألمانية)